# PickGo
PickGo（ピックゴー）はCBcloud株式会社が提供する配送プラットフォームである。
荷物を配送したい荷主と、空いている配送事業者（トラックドライバーや運送会社など）をWebやアプリ上で直接マッチングできるITサービス。

## 概要
サービスに登録している配送事業者（PickGoでは配送パートナーと呼称する）の登録数は軽貨物4万台以上、一般貨物1000社以上、二輪車1万5000台以上と業界トップクラスの規模を誇る。軽貨物車両だけでなく、一般貨物車両やバイク、自転車での配送を依頼することもできる。24時間365日、配送依頼が可能。配送エリアは全国対応で、電話ではなくオンラインで依頼するのが特徴。サービス内容は法人向けと個人向けに分かれており、サービス内容や依頼方法などが異なる。

## 法人向けサービス

### 緊急／即日配送（PickGoエクスプレス）
24時間365日いつでも、全国どこでも依頼可能で、見積りや依頼にかかる作業はおよそ1分程度。Web上から依頼すると配送パートナーに一斉に通知が届くため、最短56秒でドライバーが見つかる仕組みになっている。法人向けサービスは軽貨物だけでなく、2tトラック、4tトラック、10tトラックや、冷蔵車・冷凍車も手配可能。

### 定期配送（PickGoエンタープライズ）
専任の担当者がつき、ニーズに合わせて定期配送を設計するサービス。ルート配送やエリア配送、店舗間配送などに利用できる。扱う商品の特性ごとに運送の詳細を設定できる。

### 物流ソリューション（PickGoエンタープライズ）
PickGoのインフラを利用して、会社ごとのサービス課題や目的に会わせてソリューションを設計・提供するサービス。運営するCBcloud自体に開発体制があるため、配送API連携など柔軟な対応も可能。

## 個人向けサービス

### 配送サービス（PickGoエクスプレス）
法人向けの配送サービスと同様のサービスを受けられるが、スマホアプリでのみ利用可能。二輪車（バイク・自転車）か軽貨物を手配できる。

### 買い物サービス（PickGoショッピング）
食料品や日用品など、買い物を代わりに代行して自宅まで運んでくれるサービス。かかる費用は買い物実費（レジ袋代含む）と配送料、サービス料（プラットフォームの使用料）の合計額。利用可能エリアは東京都、神奈川県、埼玉県、千葉県、愛知県、京都府、大阪府、兵庫県、福岡県。

### 手荷物当日配送サービス
空港で預けた手荷物を、当日中に滞在先ホテルまで届けるサービス。旅行先で荷物を持ち運ばなくて済む。予約および決済はJALのWebサイト上で完結する。

## ドライバー向けサービス

### 配送パートナー募集
車種や形態に合わせて「バイク・自転車パートナー」「軽貨物パートナー」「一般貨物運送会社パートナー」の3種類に分けて配送事業者を募集している。「バイク・自転車パートナー」「軽貨物パートナー」は主に個人事業主向けで、スキマ時間に稼ぐことができ、報酬は最短即日で得られる。「一般貨物運送会社パートナー」は運送会社向けで、小型～大型トラックの求車情報のやり取りをPickGoがサポートし、登録料・利用料は無料。

### PickGoカーリース
（この節の出典：）
軽貨物の新車を月3万1800円からリースできるサービス。開業に必要な黒ナンバーの代理取得も行ってくれる。PickGo以外の仕事を受けることも可能。サービス提供エリアは東京都、神奈川県、埼玉県、千葉県のみ。

## 主なメリット

### 荷主のメリット
（この節の出典：）
荷物を運んでくれるドライバーを一括ですぐに探すことができるため、複数の運送会社に連絡をしなくて済む。事前に料金総額がわかり、後から加算されることがないため安心して依頼できる。荷主による独自の評価システムを採用しているため、評価の高いドライバーを選ぶことができる。到着予想時刻が事前にわかり、現在の車両の位置もGPSでわかるため、確認の手間がかからない。

### ドライバーのメリット
（この節の出典：）
報酬が最短で即日入金されるため、資金繰りに困りにくい。労働日数や時間に縛られることなく、働きたいときに働くことができる。PickGoに手数料を払うだけで仕事を得ることができ、理不尽な下請け構造はなく、受けたくない仕事は受けずに済む。初期費用を抑えて改行したい人にはカーリースサービスも提供している。

## 沿革
（この節の出典：）
- 2013年
  - 10月 - 横浜市泉区にてサービス運営会社のCBcloud株式会社を代表取締役CEOの松本隆一が設立。
- 2016年
  - 6月 - PickGoの前身となる軽貨物配送プラットフォーム「軽town」 をリリース。
- 2017年
  - 6月 - サービス名称を「PickGo」に変更。
  - 8月 - 個人向け配送サービス 「PickGo for Personal」（現在の個人向け「PickGoエクスプレス」）をリリース。
- 2019年
  - 2月 - 「PickGo」の登録ドライバー数が1万名を突破。
- 2020年
  - 2月 - 一般貨物のマッチングサービスをスタート。
  - 4月 - プロの配送ドライバーによる買い物代行サービスをリリース。
  - 7月 - 軽貨物の登録ドライバーが2万名突破。
  - 9月 - 配送パートナー向け「PickGo スコア」を開始。
  - 9月 - 買い物代行サービスにて自転車・バイクによる配送を開始。
- 2021年
  - 1月 - 「PickGo」のリブランディングを実施。個人向け「PickGo」、法人向け「PickGo for Business」、配送パートナー向け「PickGo for Partner」へ名称を変更。
  - 5月 - 配送マッチングサービス調査にて「ドライバーの質が高い」「安心・信頼」「リピートしたい」の3項目で1位を獲得。
  - 6月 - 「PickGo配送API」をローンチ。
  - 7月 - 軽貨物の登録ドライバーが3万名、二輪車パートナーが1万名突破。
- 2022年
  - 3月 - 埼玉県川口市に初の物流倉庫「CBcloud川口デポ」を開設。
  - 6月 - 軽貨物の登録ドライバーが4万名突破。
  - 9月 - 二輪車パートナーが2万名突破。